# パッツィ・ローランズ
パッツィ・ローランズ（Patsy Rowlands、1931年1月19日 - 2005年1月22日）は、イギリスの女優。

## 出演作品
- 不思議の国のアリス - 料理女
- リトル・プリンス - ディブル夫人